# Nasilje nad osebami LGBT
Lezbijke, geji, biseksualni in transspolni (LGBT) ljudje so pogosto tarče nasilja, usmerjenega proti njihovi spolnosti, spolni identiteti ali izražanju spola. To nasilje lahko izvaja država, npr. z zakonodajo, ki predpisuje kazni za homoseksualne spolne odnose, ali posamezniki. Lahko je psihično ali fizično in izvira iz bifobije, ginofobije, homofobije, lezbofobije in transfobije. K njemu lahko prispevajo kulturni, religijski ali politični običaji in predsodki.
Trenutno so homoseksualni spolni odnosi zakoniti v skoraj vseh zahodnih dravah in je v številnih od teh držav nasilje nad osebami LGBT opredeljeno kot kaznivo dejanje iz sovraštva. Številne druge države štejejo za nevarne do LGBT-prebivalstva zaradi diskriminatorne zakonodaje in groženj z nasiljem. To vključuje države, v katerih je prevladujoča religija islam, večino afriških držav (razen Južne Afrike), večino azijskih držav (razen LGBT-prijaznih azijskih držav Izraela, Japonske, Tajvana, Tajske in Filipinov) ter nekatere nekdanje komunistične države, kot so Rusija, Poljska, Črna gora in Bosna in Hercegovina. Tovrstno nasilje je pogosto povezano z versko obsodbo homoseksualnosti ali konzervativnimi družbenimi stališči, ki prikazujejo homoseksualnost kot bolezen ali značajsko napako.
Zgodovinsko je bilo državno preganjanje homoseksualcev večinoma omejeno na moško homoseksualnost, ki so jo imenovali »sodomija«. V srednjem veku in zgodnji moderni dobi je bila kazen za sodomijo običajno smrt. v moderni dobi (od 19. stoletja do sredine 20. stoletja) je bila v zahodnem svetu kazen večinoma globa ali zapor. Do pomembnega upada krajev, kjer so homoseksualni spolni odnosi ostali nezakoniti, je prišlo od leta 2009, ko je bila homoseksualnost kriminalizirana v 80 državah sveta (predvsem ves Bližnji vzhod, Centralna Azija in večina Afrike, pa tudi nekatere države Karibov in Oceanije), od tega v petih s smrtno kaznijo, do leta 2016, ko so bila sporazumna spolna dejanja med odraslimi istega spola kriminalizirana v 72 državah.
Najvišjo stopnjo umorov LGBT-oseb po poročanju Grupo Gay da Bahia (GGB) beležijo v Braziliji, državi z zaščito pravic LGBT in uzakonjeno istospolno poroko. Tega običajno ne pripisujejo umorom iz sovraštva, ampak napačni interpretaciji pristranskosti podatkov zaradi razmeroma višjih ravni kriminala v državi na splošno v primerjavi s svetovnim povprečjem.
V nekaterih državah je v šolah homofobnemu ali transfobnemu nasilju izpostavljenih 85 odstotkov LGBT-študentov in šolanje opusti 45 odstotkov transspolnih študentov.